# ههيا (المنيا)
قرية ههيا هي إحدي القرى التابعة لمركز المنيا بمحافظة المنيا في جمهورية مصر العربية. حسب إحصاءات سنة 2006، بلغ إجمالي السكان في ههيا 11008 نسمة، منهم 5913 رجل و5095 امرأة.